# 飛行潜水艦

Ushakovの飛行潜水艦

飛行潜水艦（ひこうせんすいかん,Flying U-Boot）は飛行、水上航行もでき、潜水もできるという航空機である。
1930年代のソビエト連邦などで研究された。1960年代にはアメリカ合衆国で、R/C潜水艦マニアのドナルド・V・リードが潜水可能な航空機を製作して実際に飛行と潜水を行った。
潜水艦に要求される技術と航空機の技術はまったく異なるもので、構想検討を超えることはできなかった。

## Ushakovの飛行潜水艦
1930年代のソ連は海軍力の増強を始め多くの新技術の提案を求め、飛行潜水艦のプロジェクトも立ち上げられた。ロシア語で飛行潜水艦（Летающая Подводная Лодка）と呼ばれるプロジェクトは、潜望鏡を備えた3発の水上機の計画で、1934年から1938年の間、Boris P. Ushakov (Борис П. Ушаков)が設計をおこなった。Ushakovの飛行潜水艦は飛行用に1,200馬力のエンジンを積んで185km/hで飛行し、45mの深度まで潜水し、2本の18インチ魚雷で攻撃する計画であった。

## RFS-1
1960年代にアメリカニュージャージー州のR/C潜水艦マニアのドナルド・V・リードが中古飛行機のパーツからRFS-1 という水上機を組み立て、1962年に息子の操縦で飛行した。
プロペラを取り外して、ゴムでエンジンをシールして、パイロットがアクアラングをつけて潜水を行った。1馬力の電気モーターで3.5mの深さに潜水した。1964年6月9日に、2mの潜水航行と10mの高度の飛行に成功した。

## アメリカ軍の飛行潜水艦開発
2008年10月6日に発行された開発プロジェクトの要請文書で米国防総省の高等研究機関である国防高等研究計画局が潜水可能な飛行機の開発プロジェクトを立ち上げる事が明らかになった。
要請文書によると「飛行機と潜水艇には相反する要件が求められるため、両方の機能を備えた乗り物の開発は困難である。飛行機の設計には重量を最小限にとどめるのが重要であるが、潜水艦は逆に潜水のために重量が求められる。これに加えて、水と空気の密度の違いから飛行機と潜水艦では流動条件や制御システムなどが大きく異なる」とのこと。